# 萧文寿
蕭文壽（343年—423年3月7日），南兰陵郡兰陵县（今江苏省常州市武进区）人，侍御史萧亮之孙女，洮阳县县令萧卓之女。南朝宋武帝劉裕的继母，劉翹的第二任妻子。她與劉翹生長沙景王劉道憐、臨川烈武王劉道規。刘裕的母亲赵安宗产后即死，刘裕多年是由继母养育。
義熙七年（411年），拜蕭氏為豫章公太夫人，後來劉裕為宋公、宋王時，蕭氏又加稱宋太妃、宋太后的稱號。南朝宋初年，尊她為皇太后，住在宣訓宮。刘裕为帝时年纪已老，依然每天朝见继母，从无虚漏。
宋少帝即位，再加崇曰太皇太后，同年（景平元年，423年）在顯陽殿去世，諡號為孝懿皇后，虛歲八十一。因刘裕遗旨：“太后百岁后不须祔葬”，遂在興寧陵别开一圹，礼仪一遵往式。

## 延伸阅读
[在维基数据编辑]
 《南史·卷11》，出自李延壽《南史》